# 中国工程物理研究院
中国工程物理研究院，简称中物院，俗称九院、绵阳九院，是位于四川省绵阳市绵阳科学城的一家负责核武器研制、生产的国防科研事业单位，是国家计划单列单位。
九院机关最早位于北京，随后主要工程和生产部门迁入青海省海晏县西海镇金银滩，即221厂；1970年，主要工程和生产部门迁往四川，分布在四川北部的山区中。
中物院全院现有12个研究所和15个国家级重点实验室，主要从事冲击波与爆轰物理、核物理与等离子体物理、计算物理、军控物理、工程力学、流体力学、基础数学、应用数学、工程设计、制造工艺、放射化学、有机化学、高分子材料、含能材料、核材料、激光技术与应用、脉冲功率技术及应用、电子技术、信息技术、计算机科学与应用等学科领域的研究与应用。中物院在北京、上海、成都以及四川江油都设有科研分支机构。
中国工程物理研究院拥有职工八千余人，两弹一星功勋奖章获得者——于敏、王淦昌、邓稼先、朱光亚、陈能宽、周光召、郭永怀、程开甲、彭桓武等科学家，都曾经担任过重要领导工作。现有中国科学院院士11名、中国工程院院士11名和一批国家级有突出贡献的科技专家。有博士学位授予权8个和硕士学位授予权14个以及博士后流动站。

## 发展历史

### 背景
1955年1月15日，中共中央主席毛泽东主持召开中央书记处扩大会议，决定中国要搞原子弹、建立原子能工业，具体工作由中国国务院总理周恩来负责，该会议拉开了中国研制原子弹的序幕。同月31日，周恩来主持召开国务院第四次全体会议，研究部署原子能工作。1956年11月16日，中国第一届全国人大常委会第51次会议通过决定，设立主管中国核工业的建设和发展的中华人民共和国第三机械工业部（简称三机部），宋任穷为首任部长。1957年下半年，核武器研制基地选址工作启动，同年10月，中苏签订中苏国防新技术协定，协定规定苏联帮助中国设计建设生产、装配原子弹的工厂（342工程）和研究原子弹结构的设计院（221工程）。

### 部属时期

#### 驻北京时期
1958年1月8日，三机部成立负责核武器研制与建设核武器试验基地的核武器局，由时任西藏军区副司令员、参谋长李觉任核武器局局长，出于保密需求三机部核武器局对外称其系“九局”。同年2月11日，第一届全国人民代表大会第五次会议决定，将第三机械工业部改名为第二机械工业部（简称二机部）。负责核武器试验基地选址工作的核武器局局长李觉率队与苏联专家团队辗转甘肃、四川等地后，选址于青海省海北州海晏县境内的金银滩。同年5月31日，中共中央总书记邓小平代表中共中央批准了包括核武器研制基地在内的选址报告，代号为“国营221厂”，对外称“青海矿区”，青海省人民政府开始牧民搬迁等工作，现今该基地为第一个核武器研制基地旧址。
鉴于核武器研制基地的建设工程浩大，1958年7月，二机部批准九局在北京海淀区花园路开工建设一个过渡性机构（即后续的北京第九研究所），待基地完工再行搬迁。同年，10月10日，二机部党组决定成立负责核武器研制工作的北京第九研究所（简称九所），该所准备接收苏联提供的原子弹教学模型和相关图纸资料。九局与九所为一套人马两个牌子，其负责人皆为李觉，皆负责核武器研制工作，28日九所启用“北京第九研究所”公章，遂于1958年10月28日是为建院纪念日。九所设立设立两个研究室：一室是理论研究室，主任邓稼先；二室是实验研究室，主任是陈能宽。
1959年6月20日，苏联方面致信中共中央，表示停止提供原子弹教学模型和有关图纸资料，此后开始撤离在华的该领域专家，次月周恩来代表中共中央宣布将用八年自研原子弹。1959年7月，经钱三强推荐调朱光亚任九所副所长，主管科研、实习、生产计划和学术活动工作；设立理论、实验、设计、生产4个部，13个研究室。理论部正、副主任为邓稼先、周光召；设计部主任龙文光。试验部主任张兴钤。九院第二技术委员会主任王淦昌，指导原子弹基本原理试验和点火中子源发生器设计与试验。第三技术委员会主任彭桓武。第四技术委员会主任郭永怀，指导核武器的力学特性，包括结构强度、压力分配和振动等方面的研究。
1960年10月，九所机构调整为6个研究室和一个加工车间，学术秘书室负责科研整体协调。还设立了非标准设备、建筑工程两个设计室。
1962年底，中央专委从13个部门抽调了1.5万人施工队伍，与二机部的建筑安装队伍共同组建了“221基本建设联合指挥部”，李觉任总指挥。同时，九院改为理论部、设计部、试验部、生产部体制。设立四个技术委员会：第一技术委员会负责原子弹的工程设计，正副主任吴际霖和龙文光；第二技术委员会负责非核部件（如常规化学炸药）的试验，正副主任王淦昌和陈能宽；第三技术委员会负责核武器爆炸试验，正副主任郭永怀和程开甲（发展为国防科委21基地研究所）；第四技术委员会负责中子点火装置，正副主任彭桓武和朱光亚。

#### 驻青海时期
1963年3月，221厂具备了科研、生产、生活的基本条件，九局机关与九所（除理论部外）的人员从北京调往青海221厂。
1964年2月25日，二机部决定在核武器局（九局）与核武器研究所（九所）基础上合并组建第二机械工业部第九研究设计院，李觉任党委书记兼院长，刁筠寿任第二书记、吴际霖任第一副院长兼副书记为实际行政负责人、郭英会、王淦昌、彭桓武、郭永怀、朱光亚、程开甲、乔献捷、彭非、马祥等任副院长。朱光亚仍然协助李觉、吴际霖统管科技工作。221基地为"221研究设计分院"。分院下设“四大部”：第一、二、三生产部，设计部、试验部，理论部仍留在北京。
1965年3月6日，九院机关与221分院机关合并。
1965年5月，中央专门委员会批准代号为“九〇二工程”的核武器研制基地确立，分布在四川省山区，主体在梓潼县城。
1967年5月29日，毛主席批准221厂暂停“四大”（大鸣、大放、大辨论、大字报）。

### 解放军九院时期
1967年12月17日，国务院、中央军委决定，九院转归军队系统，划归国防科委领导，1968年2月授予番号中国人民解放军第九研究院。
1969年10月，九院开始由青海搬迁至九〇二地区、九〇三地区。九院下设若干研究所，所下设研究室，研究室下设组。
1970年，朱光亚接任九院院长，理论部部长邓稼先升任九院副院长。
1973年初，周恩来指派李觉、赵敬璞（原九院党委书记）到九院四川地区；周秩（二机部404厂厂长）、胡若嘏（国防科委2局局长）到九院青海地区解决"二赵问题"。

### 划回二机部时期
1973年7月26日，国务院、中央军委决定九院脱离军队序列，集体转业，划归二机部领导。九院划归国防科工委建制后，大批军队干部进入九院。这些干部多数是好的，但在政治运动中，工作上存在重大错误，伤害了九院干部、技术人员和广大职工的感情。九院重新划归二机部建制，如何处理军队干部与地方干部之间的关系，赵敬璞代表二机部把军队干部全部撤出，由地方干部完全接手工作。
1973年12月13日，二机部决定，九院使用第二机械工业部第九研究院名称。1974年1月1日，九院一分为二，院迁往四川，二二一厂留在海晏。
1982年5月，二机部更名为核工业部，九院使用核工业部第九研究院名称。
1983年9月14日，国务院、中央军委批准九院建设布局调整，相对集中到绵阳市区。代号“839工程”启动。1984年10月24日，221厂通过了核工业部、青海省的企业整顿验收，被评为一级企业，实行厂长负责制。
1985年1月30日，经上级主管部门批准，九院开始使用“中国工程物理研究院”作为对外名称。
1987年6月24日，《国务院办公厅、中央军委办公厅批转国家计委、国防科工委〈关于撤销核工业青海二二一厂的请示〉》（国办发〔87〕40号），国务院、中央军委批准撤销青海221厂，撤点销号。221厂近万名职工、离退休人员和家属共3万多人分散安置在全国27个省市532个县市。核设施退役处理工程投资3000万元，1993年6月通过了国家验收，完成了三级退役要求。
1988年4月9日，全国人大撤销核工业部，成立中国核工业总公司，九院更名为核工业第九研究院。

### 计划单列时期
1990年2月，九院更名为中国工程物理研究院，改由国防科工委归口管理，在国家计划中单列户头，成为相对独立的国防科研事业单位。1990年起，中国工程物理研究院开始逐渐向新基地科学城（839）搬迁，实行相对集中。
1994年6月15日，中国核工业总公司国营二二一厂向青海省海北藏族自治州人民政府正式签订移交协议。
2000年12月，国务院、中央军委联合下发国发〔2000〕40号文，调整国家相关部委对九院的领导分工，进一步加强了党和国家对九院的集中统一领导。

## 机构设置
根据有关规定，中国工程物理研究院设置下列机构：（除注明外为正厅级）

### 业务决策机构
- 中国工程物理研究院科学技术委员会

### 内设机构
- 办公室
- 政治部
- 综合计划部
- 科研技术部
- 技术监督部（安全生产办）
- 财务部
- 人事教育部
- 国际合作交流部（外事办）
- 军转民发展部
- 院纪委监察局
- 审计部
- 北京工作部
- 重大专项管理办公室

### 直属行政机构
- 中国工程物理研究院公共事务管理部（四川省人民政府科学城办事处）[註 1]

### 直属事业单位

#### 研究单位（研究生院）
中国工程物理研究院设有下列培养单位：
- 901流体物理研究所[註 2]
- 902核物理与化学研究所[註 3]
- 903化工材料研究所
- 904总体工程研究所
- 905电子工程研究所[註 4]
- 906机械制造工艺研究所
- 907材料研究所
- 908激光聚变研究中心
- 909北京应用物理与计算数学研究所
- 910应用电子学研究所
- 911上海等离子激光研究所
- 912计算机应用研究所
- 913成都科学技术发展中心
- 915北京高压科学研究中心
- 916北京计算科学研究中心

#### 技保后勤单位
- 中国工程物理研究院培训中心
- 中国工程物理研究院科研保障中心
- 中国工程物理研究院科技信息中心
- 中国工程物理研究院职工工学院
- 四川省科学城医院
- 中国工程物理研究院职工医院

### 直属企业单位
- 中国工程物理研究院建筑设计院
- 四川久核知识产权服务有限公司
- 四川久远环保安全咨询有限公司

## 历任领导
| 院长 …… - 刘仓理（2015年9月—2024年6月，副部长级） - 何颖波（2024年6月—，副部长级） 党委书记 …… - 杭义洪（2015年9月—2024年7月） - 莫则尧（2024年7月—） | 副院长 …… - 张科（2016年1月—2025年7月） - 赖新春（2016年1月—2025年7月，2020年2月起兼总工程师） - 莫则尧（2020年1月—2024年6月） - 陈新发（2024年8月—） - 黄明（2025年1月—） - 陈军（2025年1月—） - 赵剑衡（2025年7月—） 总工程师 …… - 赖新春（2020年2月—2025年7月，副院长兼） 科技委主任 …… - 唐立（2025年1月—） |